# Polsk-osmanniske krig (1672-1676)
Den polsk-osmanniske krig (1672–1676) var en konflikt mellem Den polsk-litauiske realunion og Det Osmanniske Rige, der var forløberen for Den store tyrkiske krig. Krigen blev afsluttet i 1676 med Żurawno-traktaten, hvor Den polsk-litauiske realunion overlod det meste af sine besiddelser i Ukraine til osmannerne.

## Optakt
Årsagen til krigens udbrud kan føres tilbage til midten af 1660'erne, hvor hétman Petro Dorosjenko søgte at opnå kontrol med Ukraine, men blev mødt med modstand af andre lokale krigsherrer, der ligeledes ønskede magten i området. For at nå sit mål indgik Dorosjenko i 1669 en traktat med den osmanniske sultan Mehmed 4., hvor sultanen anerkendte Det kosakkiske hetmanat som en vasal af Det Osmanniske Rige.:273 
Realunionen forsøgte at dæmpe uroen blandt kosakkerne i Ukraine, men årtiers krige og indre oprør havde svækket unionen. Tatarerne, der gentagne gange havde gennemført plyndringstogter over realunionens grænser, søgte at udnyttede realunionens svaghed ved at indgå en alliance med kosakkerne under Dorosjenko. Det lykkedes dog i første omgang den polsk-litauiske hétman Johan Sobieski at besejre tatarerne flere gange og fik til sidst en fredsaftale i stand.
I 1670 forsøgte Dorosjenko endnu engang at overtage Ukraine. I 1671 skiftede Krim-khanatet hersker, hvor Adil Giray, der havde støttet realunionen, med støtte fra den osmanniske sultan blev afløst af med Selim 1. Selim indgik en alliance med Dorosjenkos kosakker, men Dorosjenkos styrker blev atter besejret af Sobieski. Selim bad herefter om hjælp fra osmannerne. Den ulmende uro i grænseområdet eskalerede i 1671, idet osmannerne nu var indstillede på at sende sin hær til området for selv at opnå kontrol med territoriet.:646 

## Krigens første fase (1672)
I august 1672 gik en osmannisk hær på 80.000 mand under Mehmed 4. ind i Polsk Ukraine, hvor de indtog borgen i Kamjanets-Podilskyj og belejrede Lviv. Polakkerne var ikke forberedt til krig og var optaget af intern konflikt mellem den polske konge Michael 1. og adelen (szlachta), og den polske Sejm kunne ikke enedes om at udskrive de nødvendige skatter for at samle en stor hær til at imødegå truslen fra syd. Realunionen måtte derfor i oktober 1672 underskrive en fredstraktat med osmannerne, der overlod Realunionens besiddelser i Ukraine vest for floden Dnepr til osmannerne.:648  Realunionen havde allerede i 1667 afstået ukrainske territorier øst for Dnepr til Zar-Rusland ved Andrusovo-traktaten of 1667 og påtog sig en årlig tribut på 22.000 dukater.

## Den anden fase (1673–1676)
Realunionens Sejm kunne for en sjælden gang skyld nå til enighed, da de afviste at ratificere fredstraktaten med vilkårene om afståelse af territorium og vilkår om tribut, der i realiteten ville gøre Realunionen til en vasal af Osmannerriget.:648  I stedet besluttede Sejmen at opkræve de nødvendige skatter til at sammensætte en hær. Hétman Johan Sobieski ledte et felttog mod osmannerne, som han påførte adskillige nederlag.:649  Det lykkedes ham at opnå kontrol med Moldaviens territorium og de omtvistede ukrainske territorier. Samme år døde Michael 1., og Sobieski blev herefter valgt til Realunionens konge i 1674.:649 
Sejmen afviste imidlertid atter at indkræve de nødvendige skatter for at betale hæren, hvilket medførte masse-deserteringer i Realunionens hær, og unionen mistede derfor terræn. Unionens problemer blev yderligere forstærket af, at hetman Michał Kazimierz Pac modarbejdede Sobieskis ledelse, ligesom osmannerne blev ved med at sende forstærkninger til krigen. Det lykkedes en styrke på 6.000 mand under Sobieskis at besejre 20.000 tyrkere og tatarer ved slaget om Lviv i august 1675,:653  men Sejmen afviste fortsat at opkræve skatter og at finansiere en større hær.:653 
I 1676 modstod Sobieskis 16.000 mand en osmannisk belejring af Żurawno. Den osmanniske hør talte 100.000 mand under Ibrahim Pasha. Sobieski måtte imidlertid indgå en fredsaftale,:655  hvorefter osmannerne beholdt de vundne territorier, som de havde erobret i 1672, og Sobieski måtte reducere sin hær fra 30.000 mand til 12.000 mand.:655  Realunionens forpligtelse til at betale tribut blev samtidig ophævet, ligesom et stort antal polske krigsfanger blev frigivet.

## Efterspil
Sejmen afviste at ratificere traktaten, hvilket blev meddelt via østrigske diplomater og Pave Innocens 11.:655 
Krigen udstillede den begyndende tilbagegang i Realunionen, der senere kulminerede med Polens delinger. Realunionen var plaget af en Sejmens handlingslammelse som følge af reglen om liberum veto og udenlandsk bestikkelse af medlemmerne. ligesom Sejmens medlemmer var domineret af politikere og adelsfolk, der varetog kortsigtede interesser og konstant afviste at samle en hær, idet det blev vurderet, at osmannerne ikke ville angribe de nordlige områder i Realunionen. Denne uvillighed til at tage de nødvendige tiltag til at forsvare Realunionens territorium, blev også bemærket af andre herskere, hvilket medførte yderligere pres på Realunionen.
På den polske side blev de fleste af kampene gennemført af Johan Sobieski, der grundet sin indsats under krigen blev valgt som konge i 1674 som Johan 3. Sobieskis omdømme blev yderligere styrket, da han flere år senere under Slaget ved Wien besejrede osmannerne. Sobieski kunne dog ikke bremse Realunionens tilbagegang og senere kollaps.
Realunionen generobrede de tabte territorier under den Polsk-osmanniske krig (1683–1699), men dette var den sidste af Realunionens sejre.